# Colin James
Colin James (* jako Colin James Munn; 17. srpna 1964, Regina, Saskatchewan, Kanada) je kanadský zpěvák, kytarista, skladatel a producent. Je držitelem ceny Juno.

## Diskografie

### Studiová alba
- Colin James (1988)
- Sudden Stop (1990)
- Colin James and the Little Big Band (1993)
- Bad Habits (1995)
- National Steel (1997)
- Colin James and the Little Big Band II (1998)
- Fuse (2000)
- Traveler (2003)
- Limelight (2005)
- Colin James & The Little Big Band 3 (2006)
- Colin James & The Little Big Band: Christmas (2007)
- Rooftops and Satellites (2009)

### Kompilační alba
- Then Again... (1995)
- Take it From The Top: The Best Of Colin James (2011)